# Скаро
Ска́ро — вымышленная планета из британского научно-фантастического сериала Доктор Кто, родная планета да́леков, заклятых врагов Повелителей Времени, а также центр Империи далеков.
Скаро — двенадцатая планета в звёздной системе, по размеру и массе приблизительно равная Земле. Когда Доктор впервые прибыл на Скаро в далёком будущем, планета была опустошена так называемой нейтронной войной, и уровень радиации был смертелен.

## История
Изначально Скаро населяли две расы, внешне напоминающие человеческую, Талы и Каледы (Далы). Последние — прародители Далеков. Вероятно, ранее каледы и талы были единой расой, но за 10 миллионов лет до начала Тысячелетней войны Каледы отделились от Талов. Существует мнение, что обе расы произошли от людей, перемещенных на Скаро в качестве эксперимента расой Халлдонов.
На языке каледов Скаро означает «дом», хотя и талы использовали то же название для именования планеты.
В дальнейшем между талами и каледами вспыхнул военный конфликт, охвативший всю планету и длившийся около тысячи лет. В результате вся поверхность Скаро оказалась заражена радиацией.

### Создание далеков
Согласно одной из существующих точек зрения, далеки были созданы во время Тысячелетней войны, в частности, во время борьбы талов и каледов за пустынные территории, находящиеся недалеко от месторасположения последних.
В этот период каледами правили ученые. Они разрабатывали биологическое, химическое, ядерное оружие, способное дать им преимущество в борьбе с талами, но которое в итоге привело к необратимым мутациям. Мутировавшие были и со стороны талов, и со стороны каледов, обе расы считали их изгоями.
В серии «Происхождение далеков» ученый-калед Даврос проводил эксперименты по ускорению процесса мутации, а мутировавших существ помещал в прочную броню. Получившееся киборги стали называться далеками. Доктор был перемещён в этот период повелителями времени, чтобы предотвратить возможное господство далеков над Вселенной. Его задачей было уничтожить далеков, однако по ряду причин ему это не удалось, Далеки выжили.
Также существует еще несколько версий создания далеков, описанных в историях «We are the Daleks» и «The Dalek Chronicles».

### После войны
Прошли сотни лет. Уровень радиации значительно снизился, но тем не менее являлся опасным как для людей, так и для повелителей времени.
Талы из расы воинов превратились в мирных пастухов. Сумев изобрести лекарство от лучевой болезни, талы в отличие от далеков сохранили человекоподобную внешность. Они селились в долинах, но были вынуждены постоянно перемещаться в поисках пищи. Далеки ввиду их зависимости от электричества не покидали своего города. Именно в этот период времени Доктор впервые встретился с обеими расами (это было в серии «Мёртвая планета»).
В дальнейшем далеки изгнали талов со Скаро и стали в одиночестве править опустошенной планетой, практически лишенной других живых существ. Однако Скаро была богата минералами и другими полезными ископаемыми, которые далеки сумели использовать, чтобы создавать огромные армии, подчиняющие и уничтожающие другие миры. Так строилась межзвездная Империя далеков.
Последнее возникновение Скаро (в хронологическом порядке с точки зрения вселенной Доктора Кто) было в серии «Воспоминания далеков». Седьмой Доктор обманом заставляет Давроса похитить артефакт Рука Омеги. С помощью него далеки предприняли попытку повторить эксперименты повелителей времени в надежде на то, что и им удастся управлять временем и пространством. Однако Доктор, зная намерения далеков, перепрограммировал артефакт, который превратил солнце Скаро в сверхновую, тем самым обрекая планету на гибель.
В фильме Доктор Кто 1996 года планета фигурирует как место испытания и казни Мастера. Вероятно, события, описанные в фильме, происходят ещё до уничтожения Скаро. В любом случае, Восьмой Доктор об этом не упоминает.
Скаро появляется в первой серии седьмого сезона возобновлённого сериала. Группа далеков под названием Культ Скаро действует в сериях «Армия призраков», «Судный день», «Далеки в Манхеттане» и «Эволюция далеков». В последней далеки собирались превратить Землю в новую Скаро.

## Война Времени
В статье Расселла Ти Дейвиса, сценариста сериала, говорится о том, что Скаро, как и Галлифрей, была уничтожена в конце Войны Времени. Вероятно, далеки сумели вернуться на свою планету и восстановить её. Это отчасти согласуется с событиями рассказа «Война далеков», написанном Джоном Пилом и опубликованном в 1997 году, а также соответствует словам далека Каана в серии «Далеки в Манхеттене» о том, что планета «разрушена в великой войне».
Можно предположить, что планета выжила в серии «Воспоминания далеков» или же описываемые события являлись частью Войны времени.
Скаро показывается во второй серии первого сезона классического сериала.

## География
В комиксе 1964 года «Книга далека» была представлена карта Скаро. На ней было обозначено три материка (Далазар, Даррен, Давиус), пять морей (Илистое море, Кислотное море, Ржавое море, Змеиное море и Бездонное море) и три острова (Остров изливающегося золота, Остров двигающихся гор и островная цепь под названием Запретные острова). На Далазаре располагался город далеков, Давиус был населен талами, а Даррен являлся местом взрыва нейтронной бомбы.

## Флора и Фауна

#### Варг
Единственное место во вселенной, где Варг свободно растёт, это планета Скаро. Варг разработан в лабораториях далеков. Их выращивают, чтобы они защищали далеков. Часть животного, часть овоща, похожего на кактус. Яд из их шипов атакует мозг, в результате рациональное мышление заменяется желанием убивать. Яд просачивается в систему, и жертва постепенно превращается в Варга.

## Прочее
Скаро является главным местом действия в компьютерной игре Doctor Who: The Adventure Games, в первом эпизоде «Город далеков».